# Patricia Lueger
Patricia Lueger (* 10. Juli 1974 in München) ist eine deutsche Schauspielerin.

## Leben und Leistungen
Erste Schauspielerfahrungen sammelte Lueger bereits mit dreizehn Jahren mit Auftritten in politischem Kabarett, wo zum Teil sozialkritische Stücke aufgeführt wurden. Als Berufswunsch strebte Lueger zunächst eine Karriere als Grafikerin und Comiczeichnerin an, entschied sich später aber dennoch für die Schauspielerei, nachdem sie mit achtzehn Jahren in einem von Michael Verhoeven inszenierten Werbespot mitwirkte. Es folgte ein Theaterengagement bei Cordula Trantow an der Seite von Siegfried Lowitz.
Parallel zu ihrer noch jungen Bühnentätigkeit startete sie auch ihre Film- und Fernsehtätigkeit. Es folgten etwa 30 Fernsehfilme: Peter Fratzschers Eine Hand schmiert die andere, Dieter Wedels Die Affäre Semmeling. Im Kino spielt Patricia Lueger in Bernd Eichingers Der große Bagarozy und in Rainer Matsutanis 666 – Traue keinem, mit dem du schläfst! als Susi, Ex-Freundin von Jan Josef Liefers. 2003 ist sie die Geliebte Ottfried Fischers in Die Dickköpfe und spielt neben Heiner Lauterbach in Zwei Männer und ein Baby. Im Fernsehen spielt Patricia Lueger von 1994 bis 1998 die Rolle der Alexandra Baaden in der Stadtklinik. Weitere Serienrollen in Dr. Stefan Frank – Der Arzt, dem die Frauen vertrauen (als Sonja Offenberg von 1998 bis 2001), Dieter Wedels Der König von St. Pauli, Der Bulle von Tölz, Vorsicht Falle!, Die Sitte, SOKO Kitzbühel, Polizeiruf 110, Forsthaus Falkenau.

## Filmografie (Auswahl)
- 1998: Der große Bagarozy
- 1999: Dr. Stefan Frank – Der Arzt, dem die Frauen vertrauen – Die Eröffnung
- 2000: Ich kaufe mir einen Mann
- 2000: Eine Hand schmiert die andere
- 2002: Der Bulle von Tölz: Schlusspfiff
- 2002: 666 – Traue keinem, mit dem du schläfst!
- 2004: Polizeiruf 110 – Ein Bild von einem Mörder
- 2005: SOKO Kitzbühel – Blutiger Abschied
- 2006: Inga Lindström: Die Frau am Leuchtturm
- 2007: Menekşe ile Halili (Serie, 2 Folgen)
- 2011: Der Film deines Lebens